# Мінейран
Мінейра́н (порт. Estádio Mineirão, інколи — Мінейрао; офіційна назва стадіону — Губернатор Магальянс Пінту, порт. Estádio Governador Magalhães Pinto) — футбольний стадіон у бразильському місті Белу-Оризонті. На стадіоні виступають два великі бразильські клуби — «Крузейру» та «Атлетіку Мінейру». Інколи тут виступає збірна Бразилії. Тут проходили матчі Кубку конфедерацій 2013 та Чемпіонату світу з футболу 2014; крім того, стадіон приймав матчі футбольного турніру на Олімпійських іграх 2016.

## Історія

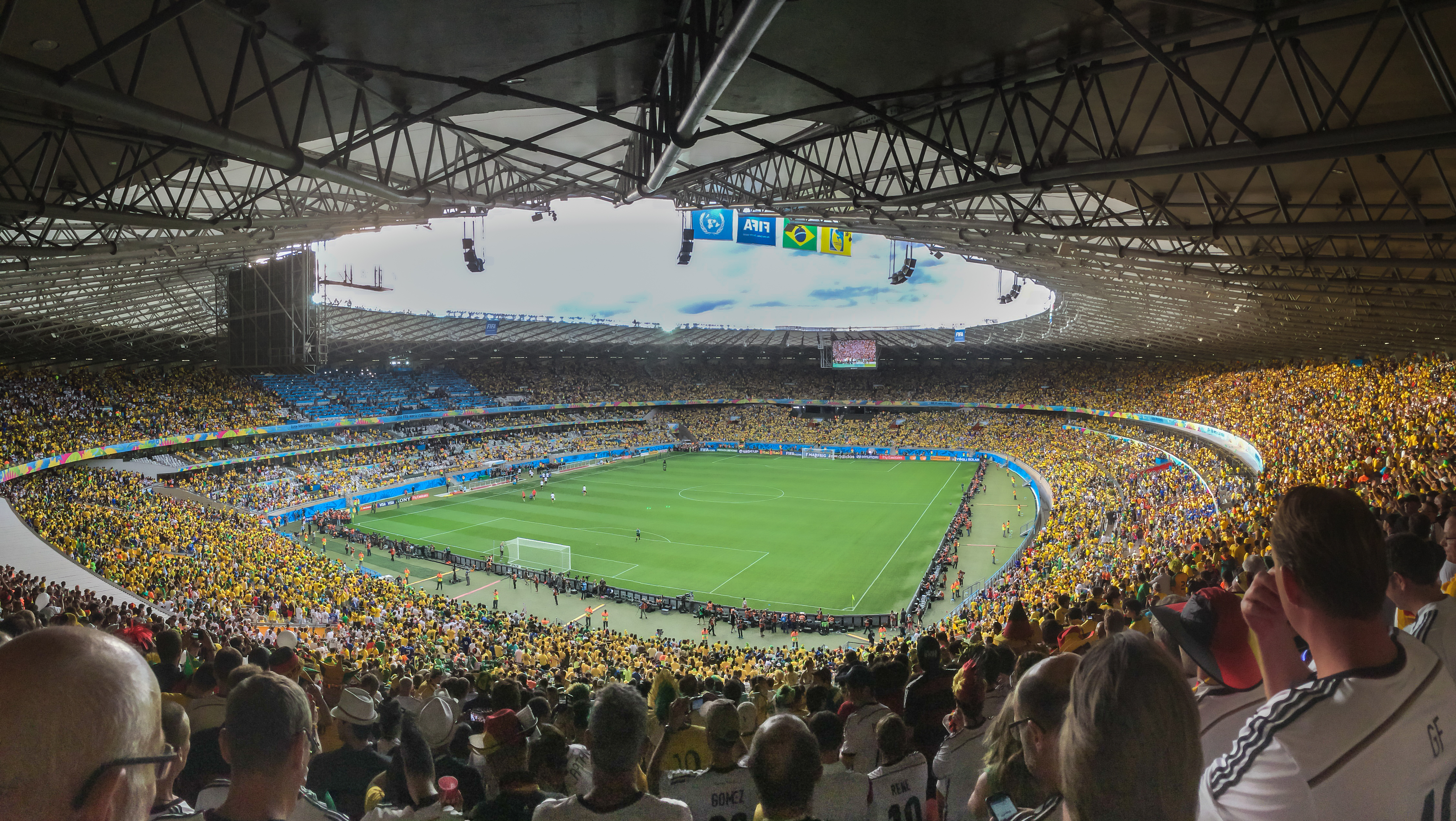
Мінейран під час півфіналу Чемпіонату світу з футболу 2014

Стадіон відкрито 5 вересня 1965 року матчем між збірною штату Мінас-Жерайс та аргентинським «Рівер Плейтом». Відкриття арени пов'язують з підйомом футболу в штаті.[джерело?] Уже через рік «Крузейру» виграв Кубок Бразилії — єдиний на той момент загальнонаціональний турнір, а в 1971 році «Атлетіку Мінейру» став першим чемпіоном Бразилії.